# Maria Miłkowska
Maria Miłkowska (ur. 25 kwietnia 1902 w Homlu, zm. 1996) – polska inżynier elektroniki. Absolwentka Politechniki Warszawskiej. Od 1959 profesor na Wydziale Łączności (od 1966 r. Wydziale Elektroniki) Politechniki Wrocławskiej. Pochowana na Cmentarzu św. Wawrzyńca we Wrocławiu.

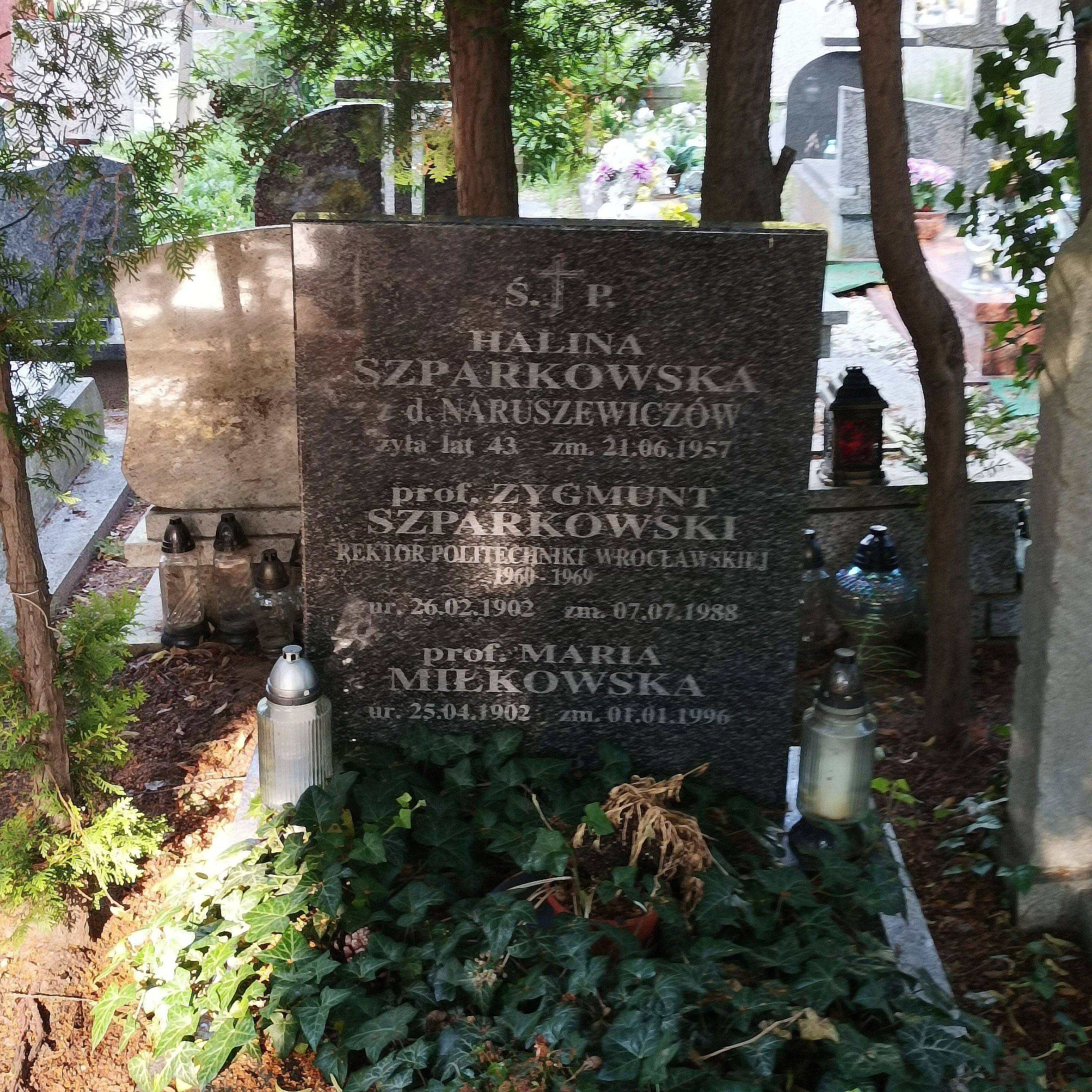
Grób prof. Zygmunta Szparkowskiego i Marii Miłkowskiej na cmentarzu św. Wawrzyńca we Wrocławiu